# Maxime Le Marchand
Maxime Le Marchand (* 11. Oktober 1989 in Saint-Malo) ist ein ehemaliger französischer Fußballspieler, der zuletzt bei Racing Straßburg in der Ligue 1 spielte und 2023 seine Karriere beendete.

## Karriere
Le Marchand begann seine fußballerische Ausbildung in seinem Geburtsort bei der US Saint-Malo, wo er von 1995 bis 2000 spielte. Anschließend wechselte er in die Jugend von Stade Rennes. Mit dessen U18 gewann er 2007 die Meisterschaft und ein Jahr später mit dem U19-Team die Coupe Gambardella. In der Saison 2008/09 unterschrieb er bei Rennes seinen ersten Profivertrag mit einer Laufzeit von drei Jahren. Am letzten Spieltag jener Spielzeit stand er zudem einmal im Profikader in der Ligue 1.
Im Sommer 2009 wurde er an den Zweitligisten Le Havre AC verliehen. Direkt am ersten Spieltag der Saison 2009/10 debütierte er im Profibereich, als er gegen den CS Sedan über 90 Minuten auf dem Platz stand. Bereits am fünften Spieltag schoss er gegen den OC Vannes bei einem 1:1-Unentschieden sein erstes Profitor. Insgesamt kam er während der gesamten Leihe 27 Mal in der Liga zum Zug, wobei er einmal traf. Nach Ablauf der Spielzeit wechselte er im Sommer 2010 fest zu Le Havre. 2010/11 kam er jedoch nur noch zu 22 Einsätzen in der Liga. Die Spielzeit 2011/12 beendete er mit 20 Einsätzen und einem Tor. Daraufhin kam er in der Folgesaison 28 Mal zum Einsatz und erreichte mit seinem Team das Achtelfinale der Coupe de France. In der darauffolgenden Saison 2013/14 spielte Le Marchand 32 Mal, konnte zweimal treffen und lief bereits in einigen Spielen als Mannschaftskapitän auf. Zur Spielzeit 2014/15 wurde er erster Kapitän und schoss ein Tor in 33 Spielen.
Im Sommer 2015 verließ er jedoch den Zweitligisten und wechselte in die Ligue 1 zum OGC Nizza. Auch hier debütierte er bereits im ersten Spiel der Meisterschaft gegen die AS Monaco über die vollen 90 Minuten. Bereits ein Wochenende später traf er bei einem 3:3-Unentschieden gegen den ES Troyes AC das erste Mal in der höchsten französischen Spielklasse. Im Süden Frankreichs erarbeitete er sich einen Stammplatz und kam zu 26 Einsätzen in der Liga, wobei er das eine Tor erzielte. Zudem schaffte er mit dem Klub die Qualifikation für die Europa League, in der er am letzten Gruppenspieltag gegen den FK Krasnodar debütierte und direkt sein erstes Tor auf internationaler Ebene schoss. Trotz einer Kreuzbandverletzung schaffte er es noch auf zehn Einsätze in der Liga und das einen Europa-League-Spiel. 2017/18 scheiterte der Klub in der Champions-League-Qualifikation, wo Le Marchand viermal spielte. Anschließend spielte man in der Europa League und in der Liga, wo er insgesamt 34 eingesetzt wurde.
Anschließend wechselte er, im Sommer 2018 zum englischen Erstligisten FC Fulham. Le Marchand debütierte auch hier am ersten Spieltag, als er bei einer 0:2-Niederlage gegen Crystal Palace erneut durchspielte. Er war auch in der Premier League gesetzt und so kam er 26 Mal in der Liga zum Zug und spielte drei Pokalpartien. Nach nur einem Jahr stieg er mit dem Verein jedoch wieder ab, konnte aber 2019/20 mit 14 persönlichen Einsätzen über die Play-offs wieder aufsteigen. Nach nur zwei weiteren Ligaspielen wurde der Franzose jedoch an den belgischen Erstligisten Royal Antwerpen ausgeliehen. In Belgien spielte er 13 Ligaspiele, in denen er dreimal traf und absolvierte zwei Europa-League-Spiele.
Nach seiner Rückkehr zu Fulham verließ er die Briten jedoch wieder und unterschrieb wieder in Frankreich bei Racing Straßburg. Hier setzte er sich direkt durch, spielte aber aufgrund einer Rückenverletzung nur 12 Partien, in denen er einmal traf. Auch 2022/23 war er Stammkraft und kam zu 26 Einsätzen.

## Erfolge
Stade Rennes Jugend
- Französischer U18-Meister: 2007
- Coupe Gambardella: 2008

FC Fulham
- Aufsteiger in die Premier League: 2020